# Дулевич, Ежи
Юрий (Ежи) Дулевич (пол. Jerzy Dulewicz ; 14 января 1897, Санкт-Петербург — 25 августа 1958, Быдгощ) — польский фотомастер, удостоен звания Artiste FIAP (AFIAP). Основатель Союза фотографов города Быдгощ.

## Биография

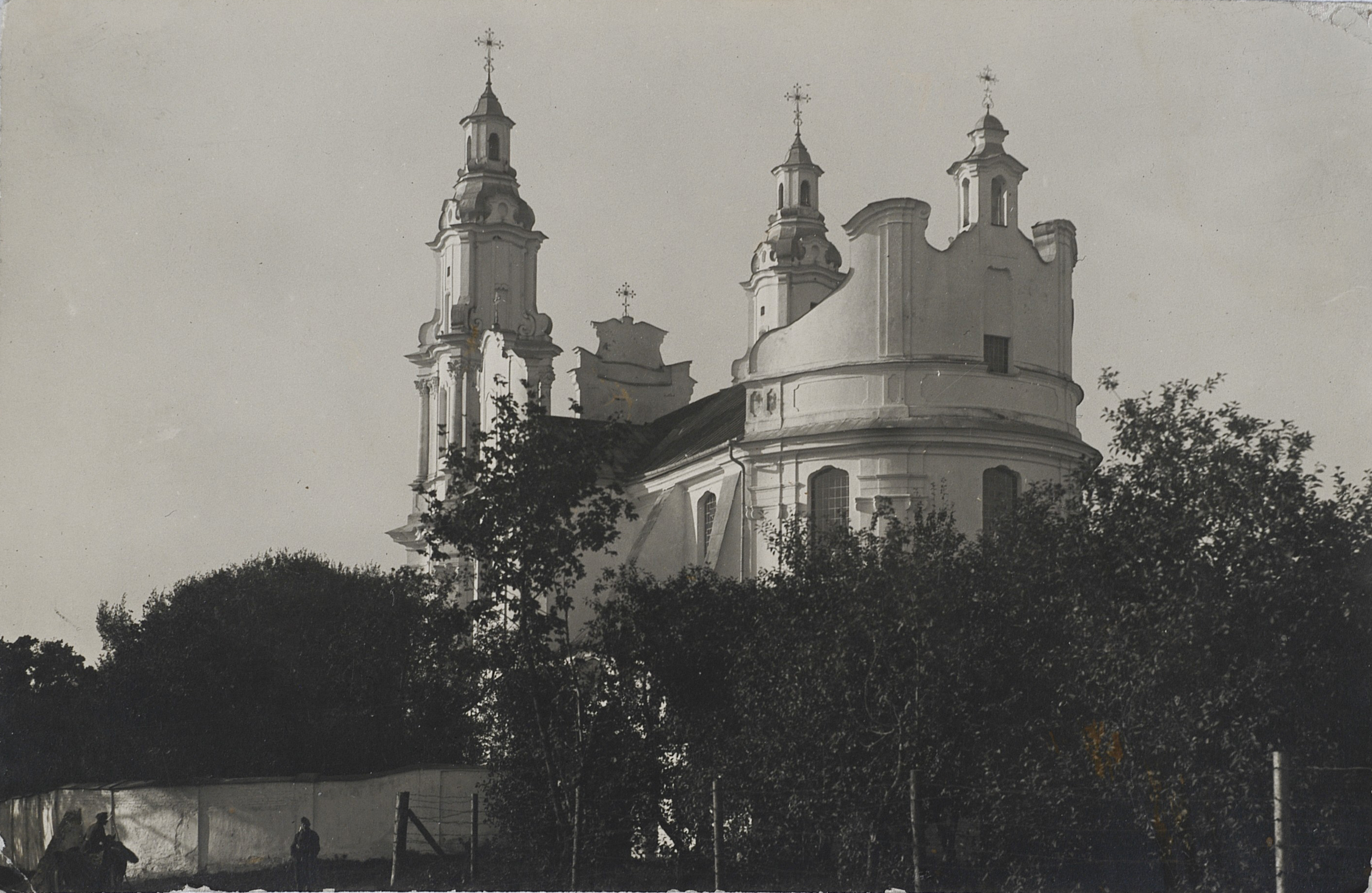
Березвитская церковь около 1934 года на фото Ежи Дулевича

Юрий Дулевич родился в Санкт-Петербурге, переехал в Глубокое в 1920 году. Работал учителем школы в Залесье. Оставил много художественных фотографий Глубокого и окрестностей 20-х годов XX века, которые часто воспроизводилась в газетах, журналах, издавались как открытки, ими была проиллюстрирована классическая книга Отана Гедемана «Głębokie» (Глубокое).
С 1930 жил в Вильнюсе. После окончания Второй мировой войны поселился в Быдгоще — связанный с куявско-поморской фотографической средой, жил и работал в Быдгоще до самой смерти. Особое место в его творчестве занимала архитектурная, документальная и пейзажная фотография. Ежи Дулевич был автором и соавтором многочисленных фотовыставок; авторские и коллективные. Он принимал активное участие в Международных фотосалонах, организованных (в том числе) под патронажем FIAP, получил ряд наград, дипломов и грамот. В 1949 году был принят в члены Ассоциации польских художественных фотографов. Он был соучредителем кружка ZPAF Bydgoszcz. Последствием участия Ежи Дулевича в Международных салонах фотографии (под патронажем FIAP) стала (посмертно) награждение Artiste FIAP (AFIAP) Международной федерацией фотоискусства FIAP (которая в настоящее время находится в Люксембурге).
Умер 25 августа 1958 года, похоронен на кладбище в Быдгоще. В 2007 году его имя было внесено в список Аллее Заслуженных города Быдгощ.